# Primera División de Paraguay 2010
Primera División de Paraguay 2010 var den högsta divisionen i fotboll i Paraguay för säsongen 2010 och som bestod av två mästerskap - Torneo Apertura och Torneo Clausura. Vardera mästerskap bestod av tolv lag som spelade en match hemma och en match borta vilket innebar 22 matcher per lag och mästerskap. Primera División kvalificerade även lag till Copa Libertadores 2011 och Copa Sudamericana 2011.

## Poängtabeller
| Nr | Lag              | S  | V  | O  | F  | GM | IM | MS  | P  |
| -- | ---------------- | -- | -- | -- | -- | -- | -- | --- | -- |
| 1  | Guaraní          | 22 | 15 | 4  | 3  | 43 | 20 | +23 | 49 |
| 2  | Cerro Porteño    | 22 | 14 | 3  | 5  | 37 | 23 | +14 | 45 |
| 3  | Olimipa          | 22 | 11 | 6  | 5  | 32 | 18 | +14 | 39 |
| 4  | Libertad         | 22 | 11 | 5  | 6  | 33 | 15 | +18 | 38 |
| 5  | Rubio Ñu         | 22 | 10 | 8  | 4  | 36 | 25 | +11 | 38 |
| 6  | Nacional         | 22 | 10 | 5  | 7  | 31 | 22 | +9  | 35 |
| 7  | Sportivo Luqueño | 22 | 5  | 10 | 7  | 26 | 30 | −4  | 25 |
| 8  | Sol de América   | 22 | 7  | 4  | 11 | 27 | 39 | −12 | 25 |
| 9  | Trinedense       | 22 | 4  | 7  | 11 | 19 | 34 | −15 | 19 |
| 10 | 3 de Febrero     | 22 | 5  | 4  | 13 | 17 | 32 | −15 | 19 |
| 11 | Sport Colombia   | 22 | 4  | 5  | 13 | 21 | 40 | −19 | 17 |
| 12 | Tacuary          | 22 | 3  | 5  | 14 | 20 | 44 | −24 | 14 |

| Nr | Lag              | S  | V  | O  | F  | GM | IM | MS  | P  |
| -- | ---------------- | -- | -- | -- | -- | -- | -- | --- | -- |
| 1  | Libertad         | 22 | 14 | 4  | 4  | 38 | 22 | +16 | 46 |
| 2  | Cerro Porteño    | 22 | 12 | 7  | 3  | 41 | 22 | +19 | 43 |
| 3  | Nacional         | 22 | 11 | 7  | 4  | 36 | 19 | +17 | 40 |
| 4  | Guaraní          | 22 | 11 | 3  | 8  | 34 | 27 | +7  | 36 |
| 5  | Olimpia          | 22 | 7  | 9  | 6  | 31 | 28 | +3  | 30 |
| 6  | Rubio Ñu         | 22 | 7  | 9  | 6  | 29 | 26 | +3  | 30 |
| 7  | Sport Colombia   | 22 | 7  | 7  | 8  | 27 | 30 | −3  | 28 |
| 8  | Tacuary          | 22 | 7  | 6  | 9  | 25 | 29 | −4  | 27 |
| 9  | Sol de América   | 22 | 5  | 5  | 12 | 20 | 28 | −8  | 20 |
| 10 | 3 de Febrero     | 22 | 4  | 7  | 11 | 19 | 34 | −15 | 19 |
| 11 | Trinidense       | 22 | 3  | 9  | 10 | 25 | 46 | −21 | 18 |
| 12 | Sportivo Luqueño | 22 | 2  | 11 | 9  | 21 | 29 | −8  | 17 |

## Kvalificering för internationella turneringar
| Nr | Lag              | S  | V  | O  | F  | GM | IM | MS  | P  |
| -- | ---------------- | -- | -- | -- | -- | -- | -- | --- | -- |
| 1  | Cerro Porteño    | 44 | 27 | 10 | 7  | 74 | 41 | +33 | 91 |
| 2  | Libertad         | 44 | 27 | 6  | 11 | 79 | 30 | +49 | 87 |
| 3  | Guaraní          | 44 | 25 | 10 | 9  | 72 | 42 | +30 | 85 |
| 4  | Nacional         | 44 | 22 | 11 | 11 | 60 | 40 | +20 | 77 |
| 5  | Olimpia          | 44 | 18 | 17 | 9  | 63 | 41 | +22 | 71 |
| 6  | Rubio Ñu         | 44 | 17 | 15 | 12 | 61 | 57 | +4  | 66 |
| 7  | Sol de América   | 44 | 12 | 9  | 23 | 47 | 67 | −20 | 45 |
| 8  | Sportivo Luqueño | 44 | 7  | 21 | 16 | 47 | 60 | −13 | 42 |
| 9  | Sport Colombia   | 44 | 9  | 14 | 21 | 44 | 70 | −26 | 41 |
| 10 | 3 de Febrero     | 44 | 9  | 12 | 23 | 36 | 66 | −30 | 39 |
| 11 | Tacuary          | 44 | 9  | 11 | 24 | 40 | 73 | −33 | 38 |
| 12 | Trinidense       | 44 | 6  | 17 | 21 | 44 | 80 | −36 | 35 |

Färgkoder:
     – Kvalificerade för både Copa Libetadores 2011 och Copa Sudamericana 2011.

     – Kvalificerade för Copa Libetadores 2011.

     – Kvalificerade för Copa Sudamericana 2011.

## Nedflyttningstabell
|  |     | Lag              | Genomsnittspoäng | Spelade matcher | Totalpoäng | Poäng 2008 | Poäng 2009 | Poäng 2010 |
|  | --- | ---------------- | ---------------- | --------------- | ---------- | ---------- | ---------- | ---------- |
|  | 1.  | Libertad         | 2,0455           | 132             | 270        | 101        | 82         | 87         |
|  | 2.  | Cerro Porteño    | 1,8712           | 132             | 247        | 76         | 81         | 91         |
|  | 3.  | Guaraní          | 1,7500           | 132             | 231        | 79         | 67         | 85         |
|  | 4.  | Nacional         | 1,7500           | 132             | 231        | 77         | 77         | 77         |
|  | 5.  | Olimpia          | 1,4773           | 132             | 195        | 54         | 70         | 71         |
|  | 6.  | Rubio Ñu         | 1,4659           | 88              | 129        | —          | 63         | 66         |
|  | 7.  | Sol de América   | 1,1970           | 132             | 158        | 63         | 50         | 45         |
|  | 8.  | Tacuary          | 1,1742           | 132             | 155        | 52         | 64         | 37         |
|  | 9.  | Sportivo Luqueño | 1,0758           | 132             | 142        | 49         | 51         | 42         |
|  | 10. | 3 de Febrero     | 1,0000           | 132             | 132        | 51         | 43         | 38         |
|  | 11. | Sport Colombia   | 0,9318           | 44              | 41         | —          | —          | 41         |
|  | 12. | Trinidense       | 0,8409           | 44              | 37         | —          | —          | 37         |